# 2010年亚洲运动会泰国代表团
2010年亚洲运动会泰国代表团一共有597名运动员参赛，其中男选手281名，女选手316名。

## 奖牌获得者

### 金牌
1. 沃拉坡-贝奇功：拳击 - 男子56公斤级
2. 乍素宁功、功迪、达翁差伦、讪叻：田径 - 女子4×100米接力
3. 泰国女子藤球队：藤球 - 女子单组
4. 泰国男子藤球队：藤球 - 男子单组
5. 楚差瓦-考劳：跆拳道 - 男子54公斤以下级
6. 泰国男子藤球队：藤球 - 男子团体
7. 丹龙沙-翁丁、吉沙达-翁丁：帆船 - 公开郝贝-16级
8. 吉拉迪-博隆：帆船 - 公开激光雷迪尔
9. 诺巴高-汶巴：帆船 - 女子OP级
10. 泰国女子藤球队：藤球 - 女子团体
11. 沙里达-蓬西：跆拳道 - 女子53公斤以下级

### 银牌
1. 达沙玛利-通占：拳击 - 女子57-60公斤级
2. 泰国女子卡巴迪队：卡巴迪 - 女子
3. 本益-甲拉革：跆拳道 - 男子58公斤以下级
4. 埃格-蓬沙瓦：帆船 - 男子RS:X
5. 泰国：马术 - 三项赛团体赛
6. 那差-汶通：跆拳道 - 男子63公斤以下级
7. 泰国女子羽毛球队：羽毛球 - 女子团体
8. 披集甘乍那恭、本森通、万胶：射击 - 女子50米步枪卧射团体
9. 本西丽-劳西里恭：举重 - 女子48公斤级

### 铜牌
1. 占根、颂迪、米那巴、素翁巴提：田径 - 男子4×100米接力
2. 提迪玛-孟占：田径 - 女子三级跳远
3. 武迪猜-玛素：拳击 - 男子64公斤级
4. 安纳-伦龙：拳击 - 男子46-49公斤级
5. 雅妮莎-多拉达那瓦他纳：空手道 - 女子组手50公斤以下级
6. 希兰尼提沙蓬-沙拉探：空手道 - 男子组手55公斤以下级
7. 泰国女子橄榄球队：橄榄球 - 女子
8. 乍鲁尼、乌沙：沙滩排球 - 女子
9. 素迪耶·焦差勒密：射击 - 女子飞碟双向
10. 交差勒密、素阿蓬、因巴色素：射击 - 女子飞碟双向团体
11. 塔玛琳-塔纳苏甘、讪猜-拉迪瓦达那：网球 - 混合双打
12. 西颂坎、吉差伦、阿斯瓦尼：射击 - 女子飞碟双多向团体
13. 占内集拉-西颂坎：射击 - 女子飞碟双多向
14. 德差瓦-蓬曾：台球 - 男子斯诺克个人赛
15. 沙萝差-汶拜：帆船 - 女子RS:X
16. 纳巴莱-丹赛：帆船 - 女子帆板米氏级
17. 拉巴功-巴索素：跆拳道 - 女子73公斤以下级
18. 参彭-农达信：自行车-公路赛 - 女子公路个人计时赛
19. 泰国女子龙舟队：龙舟 - 女子250米
20. 吞娅暖-本尧：跆拳道 - 女子62公斤以下级
21. 泰国女子龙舟队：龙舟 - 女子500米
22. 布沙亚玛-彭甲托：赛艇 - 女子轻量级单人双桨
23. 泰国女子龙舟队：龙舟 - 女子1000米
24. 差那提普·颂坎：跆拳道 - 女子49公斤以下级
25. 巴迪瓦-通沙卢：跆拳道 - 男子74公斤以下级
26. 宽云-参拉：武术 - 男子散手56公斤级
27. 参彭-农达信：自行车-场地赛 - 女子记分赛
28. 泰国女子网球队：网球 - 女子团体
29. 拉差汶、贴猜亚：台球 - 男子斯诺克团体
30. 巴帕瓦迪-乍伦拉达那达拉恭：举重 - 女子53公斤级
31. 泰国男子羽毛球队：羽毛球 - 男子团体
32. 玛利万·桑拉、尼差·巴吞-埃蒙坤、素威努·蒙金：台球 - 女子斯诺克6红球团体